# Geraldine Edith Mitton
Geraldine Edith Mitton (née le 14 octobre 1868 et morte le 25 mars 1955), connue sous le nom de plume GE Mitton, est une romancière, biographe, éditrice et autrice de guides britannique. Née à Bishop Auckland, dans le comté de Durham au Royaume-Uni, elle est la troisième fille du révérend Henry Arthur Mitton, un maître de l'hôpital Sherburn. En 1896, elle s'installe à Londres, où elle travaille avec Walter Besant sur une étude de Londres.  En 1899, elle rejoint l'équipe de la maison d'édition A & C Black, où elle fait partie de la rédaction du Who's Who.  Elle a épouse l'administrateur colonial Sir George Scott en 1920, devenant sa troisième épouse.  Geraldine Mitton collabore avec Scott sur plusieurs romans qui se déroulent en Birmanie, et a écrit sa biographie, Scott of the Shan Hills, qui est publiée en 1936, l'année après sa mort. Elle meurt en 1955.